# Annegret Kramp-Karrenbauer
Annegret Kramp-Karrenbauer (født 9. august 1962 i Völklingen) er en tysk politiker (CDU). Hun var fra juli 2019 til december 2021 forsvarsminister i Angela Merkels regering, hvor hun i juli 2019 afløste Ursula von der Leyen, da denne blev indstillet til formand for EU-kommissionen. Annegret Kramp-Karrenbauer var fra december 2018 til januar 2021 formand for CDU.

## Baggrund og uddannelse
Annegret Kamp er katolik og voksede op i Saarland. Fra 1969 til 1973 gik hun på Viktoria-Grundschule i Püttlingen og fra 1973 på Marie-Luise-Kaschnitz-Gymnasium i Völklingen, hvor hun i 1982 tog sit Abitur. I 1984 blev hun gift med grubeeingeniøren Helmut Karrenbauer. Hun studerede statskundskab ved Universität des Saarlandes og Universität Trier og afsluttede kandidatuddannelsen i 1990.

## Politik
Efter afslutningen af sin uddannelse var hun fra 1991 til 1998 Grundsatz- und Planungsreferentin for CDU i Saarland og fra 1999 personlig assistent for Peter Müller, formand for CDU's landdagsfraktion og senere ministerpræsident i Saarland.

### Ministerpræsident i Saarlands Jamaicakoalition
Kramp-Karrenbauer blev 10. august 2011 valgt som delstatens ministerpræsident, for øvrigt som den første kvinde i stillingen. Hun overtog dermed ledelsen af den første såkaldte Jamaica-koalition (en koalition bestående af CDU, FDP og De Grønne, hvis farver svarer til farverne i Jamaicas flag) på delstats-niveau i Tyskland, i forbindelse med at forgængeren Peter Müller fratrådte embedet for at blive dommer i Tysklands forfatningsdomstol.
Den 6. januar 2012, efter 5 måneder som leder for koalitionsregeringen, kundgjorde Kramp-Karrenbauer, at Jamaica-koalitionen ville  blive opløst. Afgørelsen blev begrundet med interne partistridigheder hos koalitionspartneren FDP. Efter indledende samtaler med lederen for SPD i Saarland, Heiko Maas, blev der forhandlet om en stor koalition.

### Ministerpræsident i stor koalition
Partierne CDU og SPD blev 24. april 2012 enige om en koalitionsaftale og sammensætningen af en fremtidig delstatsregering. Hvert parti beholdt tre ministre, og Kramp-Karrenbauer overtog selv videnskabsministreret. Delstatsmedlemmerne i CDU og SPD havde tidligere godtaget regeringsaftalen. Storkoalitionen støtter sig på 37 af 51 repræsentanter i Saarlands landdag. Kramp-Karrenbauer blev i et hemmeligt valg genvalgt som ministerpræsident af 37 medlemmer af landdagen, og hendes regering blev udpeget med det samme stemmetal. 
Etter valget i Saarland 2017 dannede CDU og SPD en ny stor koalition. Kramp-Karrenbauer overtog  17. maj 2017 embedet som leder af sin tredje regering.

### Politisk karriere på forbundsniveau
Fra marts 1998 og til forbundsdagsvalget i september samme år var hun medlem af Forbundsdagen. I forhandlingsprocessen om dannelsen af en koalitionsregering efter forbundsdagsvalget i 2009 deltog hun i arbejdsgruppen for forskning og uddannelse som repræsentant for CDU og CSU.

### CDU-karriere
I februar 2018 blev hun valgt til generalsekretær for CDU.
Efter at Angela Merkel havde annonceret sin afgang som partiformand, blev Kramp-Karrenbauer på CDU's forbundspartidag den 7. december 2018 valgt som ny partiformand med absolut flertal i anden runde. Hun fik 517 af de 999 afgivne stemmer. Modkandidaten Friedrich Merz fik 482 stemmer. Allerede i første valgrunde havde Kramp-Karrenbauer lagt sig i spidsen med 450 stemmer, mens Merz fik 392, og Jens Spahn fik 157.
I februar 2020 meddelte Kramp-Karrenbauer, at hun ønskede at træde tilbage og at hun ikke ville stille op til  Forbundsdagsvalget i 2021. På CDU’s partikongres den 16. januar 2021 blev hun afløst af Armin Laschet.